# 史氏南鰍
史氏南鰍（學名：Schistura spekuli）為輻鰭魚綱鯉形目條鰍科南鰍屬的其中一種。被IUCN列為易危保育類動物，分布於亞洲越南萊州省三陽市南部的洞穴流域，體長可達5.7公分，棲息在洞穴底層水域，生活習性不明。

## 扩展阅读
維基物種上的相關：史氏南鰍